# 滿仲由紀子
滿仲由紀子（日语：／ Mannaka Yukiko，1976年12月6日—），日本女性配音員、旁白。出身於三重縣久居市（現津市）。身高163cm。A型血。

## 簡介
青二Production所屬，青二塾東京校第16期出身。三重縣立久居農林高等學校家政科畢業。

### 人物
- 已婚。故在戶籍上為舊姓。
- 老家從事自行車維修。為家裡三個兄弟姊妹中的老二，有一個哥哥和一個妹妹。
- 早年參加海外傳記電影《土匪女皇（英语：Bandit Queen）》的外語配音飾演少女時期的普蘭·黛維，成為她的出道作品。
- 為人熟悉的代表配音作品有遊戲改編動畫系列《青澀之戀》的森井夏穗、《青青校樹》的朽木若葉。動畫有《金色琴弦 ～primo passo～》的宮內彌生、《少女歌手 ～思想曲～（日语：カナリア 〜この想いを歌に乗せて〜）》的佐伯綾菜、《快樂印表機（日语：まみむめ★もがちょ）》的。
- 在她的代表作《青澀之戀》由12位聲優組成的「SG Girls（日语：SGガールズ）」裡面的年少組中排名第二（最年少的是西口有香，除了接替岡田純子的有島Moyu之外。但在續篇也將有島算在內的話排名第三）。不同的是，滿仲在兔子組（日语：うさぎ組 (センチメンタルグラフティ)）併入SG Girls之前才是年紀最小的，而當時只有她和西口剛邁入成年（一方面有島接替拒絕在續篇演出的岡田，大部分的組員都已經成年）。
- 興趣是料理、讀書[1]。特長是手相觀察[1]。

### 逸事
- 更新動態時總是使用Facebook，所以沒有架設個人網站。
- 小學校5年級的時候曾接受盲腸手術。

## 演出
粗體字表示主要角色。

### 電視動畫
年份不詳
- 蠟筆小新（女大學生）
- 麵包超人（にんちゃん、〈第2代〉）

1998年
- 守護月天（小紅帽、播報員、女學生）
- 青澀之戀（森井夏穗）
- 南海齊皇（日语：南海奇皇）（中田記者）

2000年
- 櫻花大戰TV版（女性B）

2001年
- 心之圖書館（編輯A、女僕、櫃檯人員）
- 快樂印表機（日语：まみむめ★もがちょ）

2002年
- 拜託了☆老師（女學生）
- 陸上防衛隊（宙百合子[2]）

2003年
- 青青校樹（朽木若葉）
- 廢棄公主（科萊特）

2004年
- 我們這一家（回答者B）

2005年
- 機動新撰組 萌之劍 TV（山崎小夜子、女孩子）

2006年
- 金色琴弦 ～primo passo～（宮內彌生）

2015年
- 英國一家，吃在日本（日语：英国一家、日本を食べる）

2019年
- 名偵探柯南（森川鶇）

### OVA
2001年
- 混沌世代（日语：ジェネレーションオブカオス）（波羅）

2002年
- 少女歌手 ～思想曲～（日语：カナリア 〜この想いを歌に乗せて〜）（佐伯綾菜）

### 遊戲
1997年
- 夢幻模擬戰IV（妮絲蒂爾、艾蜜莉）

1998年
- 蓋特機器人大決戰！（日语：ゲッターロボ大決戦!）（早乙女）
- 青澀之戀（森井夏穗）
- 青澀寶貝（森井夏穗）
- 初吻☆物語（日语：ファーストKiss☆物語）（笠原葉子）
- 神奇傳說：遠征奧德賽（雪拉）
- 星之丘學園物語 學園祭（日语：星の丘学園物語 学園祭）（芙蓉瞳）
- （椿優子、紬）
- 夢幻模擬戰V ～The End of Legend～（艾蜜莉）

1999年
- 宙斯II 屠殺之心（日语：カルネージハート#ゼウスII カルネージハート）（尼菈妲·泰沙瓦）

2000年
- 少女歌手 ～思想曲～（日语：カナリア 〜この想いを歌に乗せて〜）（佐伯綾菜）
- 青澀之戀2（森井夏穗）
- 六月守護神（日语：ヘキサムーン・ガーディアンズ）（繆斯）
- 北斗神拳 世紀末救世主傳說（日语：北斗の拳 世紀末救世主伝説）（艾莉）

2001年
- 精靈之道（日语：エバーグリーン・アベニュー）
- 青青校樹（朽木若葉）
- 青澀之戀 ～約束（森井夏穗）
- 心動美麗同盟 Lovely Star（日语：ドキドキプリティリーグ#ドキドキプリティリーグ Lovely Star）（早乙女靜流）

2002年
- 混沌世代（日语：ジェネレーションオブカオス）（波羅）
- Tomak ～Save the Earth～ Love Story（日语：Tomak〜Save the Earth〜Love Story）（北條愛美）
- Milky Season（日语：Milky Season）（蘭咲禮香）
- 室友、麻美、妻子大人是女高中生（片倉友理子）

2003年
- 守護天使（瑞媞夏·納薩維）
- 活力鐘聲（日语：鐘ノ音ダイナティック）（朽木若葉）
- （朽木若葉）
- 夏夢夜話（日语：夏夢夜話）（冰室涼子、夏爾）

2004年
- 櫻坂消防隊（菊原千鶴）
- Sentimental Prelude（日语：センチメンタルプレリュード）（森井夏穗）

2005年
- 青青校樹3 Hello Good-Bye（日语：グリーングリーン3 ハローグッバイ）（朽木若葉）

2006年
- 鐘音（朽木若葉）
- 卒業 ～2nd Generation～（諏訪優美子）

2009年
- 夢幻騎士（蕾提西亞公主）[注 1]

### 外語配音

#### 電影
- 土匪女皇（英语：Bandit Queen）（少女時期的Phoolan Devi〈Seema Biswas 飾演〉）
- 蜘蛛人（Betty Brant〈Elizabeth Banks 飾演〉）
- 危機總動員（Gaya）

### 廣播
- 青澀之夜
- 歸來的青澀之夜（日语：帰ってきたセンチメンタルナイト）
- 只有青澀之夜2（日语：onlyセンチメンタルナイト2）
- Suntory Saturday Waiting Bar（日语：サントリー・サタデー・ウェイティング・バー）（飾演村上早樹，2000年－2003年）

### CD（廣播劇）
- 賽車女神龍（日语：オーバーレブ!）（志濃涼子）
- 任性的入侵者！（金合歡公主）
- 青澀之戀 所有作品（森井夏穗）
- Milky Season（日语：Milky Season） 所有作品（蘭咲禮香）
- 戀愛目錄（日语：恋愛カタログ）（小倉悠）
- 雨戰士 官方指南書附錄（羅蕾茵）

### 旁白
NHK系列
- NHK

- NHK教育
  - 你也能成為藝術家（日语：あなたもアーティスト）「從只用1根手指彈鋼琴開始！彈出流行音樂吧」

日本電視台
- HaKaTa百貨店
- 乃木坂46×HKT48 冠名節目對決！

TBS
- 王樣午餐（日语：王様のブランチ）
- 第二朝秘日誌（日语：第二アサ秘ジャーナル）

富士電視網
- 富士電視台
  - FNN超級週末新聞（日语：FNNスーパーニュースWEEKEND）（負責新聞特別節目）
  - 世界料理偉人傳（日语：世界ゴッタ煮偉人伝）

- 仙台放送
  - 仙臺伊呂波增刊號

東京電視台
- 100萬元到我家（日语：ココリコミリオン家族）
- 改變世界的100位日本人！JAPAN☆ALLSTARS（日语：世界を変える100人の日本人! JAPAN☆ALLSTARS）

其它電視台
- Asia Navi（旅Channel（日语：旅チャンネル））
- 超次元計時炸彈（日语：超次元タイムボンバー）（朝日電視台）

### 舞台、朗讀劇
- Atelier主辦朗讀劇「仙人掌花（日语：サボテンの花 (小説)）」（宮部美幸原作）[注 2]
- 聲劇和聲 主宰舞台「希爾斯 De 怪談」（平家的姬君）
- 聲劇和聲 主宰舞台「源氏物語」（夕顏）

### 其它
- Stylish Candy ～～（Epoch社，艾咪）

## 腳註

## 相關項目
- 三重縣出身人物列表（日语：三重県出身の人物一覧）（連結至日文維基頁面）
- SG Girls（日语：SGガールズ）
  - 鈴木麻里子
  - 豐嶋真千子
  - 米本千珠
  - 小田美智子（引退）
  - 前田愛

## 外部連結
- 滿仲由紀子｜青二Production （日語）